# Władimir Waslajew
Władimir Aleksandrowicz Waslajew (ros. Владимир Александрович Васляев, ukr. Володимир Олександрович Васляєв, ur. 8 stycznia 1924 we wsi Łozowo-Pawłowka w guberni jekaterynosławskiej, zm. 4 października 1980 w Kijowie) – radziecki polityk, członek KC KPU (1971–1980), I sekretarz Komitetu Obwodowego KPU w Mikołajowie (1971–1980).
W latach 1942–1947 w Armii Czerwonej/Armii Radzieckiej, od 1944 w WKP(b), 1947–1953 studiował w Instytucie Budowy Okrętów w Mikołajowie. Od 1953 kierownik wydziału Komitetu Miejskiego KPU w Mikołajowie, później II sekretarz i I sekretarz Komitetu Rejonowego KPU w Mikołajowie, od 1961 do stycznia 1963 I sekretarz Komitetu Miejskiego KPU w Mikołajowie. Od stycznia 1963 do grudnia 1964 II sekretarz Mikołajowskiego Przemysłowego Komitetu Obwodowego KPU, od grudnia 1964 do 1965 ponownie I sekretarz Komitetu Miejskiego KPU w Mikołajowie, od 1965 do 29 marca 1971 II sekretarz Komitetu Obwodowego KPU w Mikołajowie. Od 18 marca 1966 do 17 marca 1971 członek Centralnej Komisji Rewizyjnej KPU, od 20 marca 1971 do śmierci członek KC KPU, od 29 marca 1971 do śmierci I sekretarz Komitetu Obwodowego KPU w Mikołajowie. Deputowany do Rady Najwyższej ZSRR 10 kadencji.

## Odznaczenia
- Order Lenina (dwukrotnie)
- Order Czerwonego Sztandaru Pracy
- Order Czerwonej Gwiazdy (dwukrotnie)
- Order „Znak Honoru”

I medale.